# Stadion lekkoatletyczny w Kielcach
Stadion lekkoatletyczny w Kielcach – stadion lekkoatletyczny znajdujący się w Kielcach przy ul. Drogosza 1.
Stadion został wybudowany w 1989 roku na Ogólnopolską Spartakiadę Młodzieży. W 1991 i 1993 roku odbyły się na nim mistrzostwa Polski seniorów w lekkoatletyce. Również w 1993 roku obiekt gościł uczestników Memoriału Janusza Kusocińskiego – jednym z nich był rekordzista świata i Europy w skoku wzwyż, Szwed Patrik Sjöberg. Na stadionie organizowane były także mistrzostwa Polski juniorów i młodzieżowców oraz Mały Memoriał Janusza Kusocińskiego.
Obecnie ze stadionu korzysta Kielecki Klub Lekkoatletyczny, wcześniej byli to Budowlani Kielce. Obiekt gościł rozgrywki I oraz II ligi lekkoatletycznej z udziałem tych klubów. W czerwcu 2002 roku przejęło go miasto Kielce, zaś w latach 2003–2004 został wyremontowany. W 2013 r. zmodernizowano trybuny stadionu i miejsce plastikowych ławek zostało zamontowanych 5000 krzesełek.
3 czerwca 1991 roku w kole do rzutu dyskiem wylądował helikopter z papieżem Janem Pawłem II, który odwiedził Kielce podczas swojej IV Podróży Apostolskiej do Polski. 1 czerwca 2011, dwa dni przed dwudziestą rocznicą tego wydarzenia, przy wjeździe na stadion został odsłonięty kamień z tablicą upamiętniającą wizytę.
Od maja 2022 do lutego 2023 roku miał miejsce kolejny remont stadionu. Koszt inwestycji wyniósł 7,5 mln zł.
Stadion znajduje się w północnej części Stadionu Leśnego, niedaleko Hali Legionów i stadionu Korony Kielce.